# Coreses
Coreses è un comune spagnolo di 1 224 abitanti situato nella comunità autonoma di Castiglia e León.